# Aigues-Vives (Aude)
Aigues-Vives település Franciaországban, Aude megyében. Lakosainak száma 536 fő (2022. január 1.). Aigues-Vives Badens, Laure-Minervois, Marseillette, Rieux-Minervois és Saint-Frichoux községekkel határos.

## Népesség
A település népessége az elmúlt években az alábbi módon változott:
| Lakosok száma | 518  | 480  | 464  | 484  | 535  | 568  | 584  | 563  | 550  | 536  |
|               | 1968 | 1982 | 1990 | 2006 | 2013 | 2015 | 2017 | 2019 | 2020 | 2022 |